# 강인규
강인규(姜仁圭, 1955년 4월 10일 ~, 전라남도 나주시)은 대한민국의 정치인이다. 제6·7대 나주시장을 역임했다.

## 학력
- 반남초등학교
- 숭의중학교
- 목포제일정보중고등학교
- 초당대학교 경찰행정학 학사

## 경력
- 2002.07 ~ 2006.06 제4대 전라남도 나주시의회 의원(초선, 반남면)
- 2006.07 ~ 2010.06 제5대 전라남도 나주시의회 의원(재선, 라 선거구)
  - 2006.07 ~ 2008.06 제5대 전라남도 나주시의회 전반기 의회운영위원장
  - 2008.07 ~ 2010.06 제5대 전라남도 나주시의회 후반기 의장
- 민주당 전남도당 나주시/화순군 지역위원회 상임부위원장
- 민주당 전남도당 사무부처장
- 2014.07 ~ 2022.06 제6·7대 민선 6·7기 전라남도 나주시장(재선, 더불어민주당)

## 논란

### 공직선거법 위반
2018년 4월 제7회 전국동시지방선거 더불어민주당 전남 나주시장 당내 경선 과정에서 음성메시지(ARS)를 불특정 다수인에게 전달, 지지를 부탁한 혐의(공직선거법 위반)로 기소되었다. 2019년 2월 15일 광주지법에서 열린 1심에서 공직선거법 위반 혐의에 대해 벌금 90만 원을 선고받았다. 2019년 7월 4일 광주고법에서 열린 2심에서 공직선거법 위반 혐의에 대해 벌금 90만 원을 선고받았다.

## 역대 선거 결과
|  | 56.33% |

|  | 27.69% |

|  | 49.42% |

|  | 72.37% |

|  | 33.31% |

| 전임 임성훈 | 제6·7대 전라남도 나주시장(민선) 2014년 7월 1일 ~ 2022년 6월 30일 | 후임 윤병태 |